# Пјано ла Фара (Кјети)
Пјано ла Фара (итал. Piano la Fara) је насеље у Италији у округу Кјети, региону Абруцо.
Према процени из 2011. у насељу је живело 46 становника. Насеље се налази на надморској висини од 237 м.